# سقاية نائلة خاتون
سقاية نائلة خاتون
نتيجة لانكماش المدن بسبب الغزوات من القبائل المتخلفة التي دمرت وخربت الحياة في المدن بكافة اشكالها وخاصة ما أصاب مدينة بغداد، التي انحصر سكانها داخل الاسوار، خشية من تلك التهديدات، مما ادى إلى تشكيل محلات سكنية واسعة، تتجمع حول نهر دجلة، وفروع الانهر الأخرى، وظهرت مشكلة حاجة السكان إلى المياه، وهذه المشكلة كانت تعالج عند البعض، بما يحمله السقاؤون من مياه نهر دجلة في قِرَبِهم لتصل لمن يطلبها من الذين لهم القدرة الشرائية مقابل ثمن معين. اما الفقراء وعابري السبيل، فكان الحصول على الماء يعتبر معاناة كبيرة لهم، وهنا ظهرت الحاجة إلى السقايات، لمساعدة السواد الاعظم من السكان وغيرهم من القادمين اليها من خارجها. حيث كانت تلك السقايات على نوعين:
الأول يصلها الماء عن طريق شق القنوات لتحمل الماء إلى السقايات التي وصلت إلى اطراف المدينة وبعض الاماكن المهجورة. اما النوع الثاني من السقايات، فتكون على شكل احواض أو حباب، وخاصة تلك التي تنشأ في مناطق بعيدة نسبيا عن مصادر المياه، حيث يقوم السقاؤون بملأها بالماء يومياً مقابل أجر.

## نائلة خاتون
ذكرت المصادر التأريخية عدد كبير من السقايات التي كانت منتشرة في بغداد إبان العهد العثماني، ولم نكن نعلم ان كانت تسد الحاجة ام لا، ومن بين تلك السقايات، سقاية نائلة خاتون، نسبة إلى السيدة التي أنشأتها، نائلة خاتون بنت عبد الرحيم آغا بنت عبد الله آغا البغدادية في بغداد، وذلك سنة 1874م، وهي السنة التي توفي فيها زوجها مراد أفندي، ودفن فيها.
وقد انشأت هذه السقاية في الجانب الشرقي لبغداد، والمعروف بجانب الرصافة، في ظاهر سورها، على الطريق المؤدي إلى قصبة الاعظمية، ضمن بستان الوقف، المعروف فيها.واقامت عليها اوقافا دارة، اوقفتها بإشراف قاضي بغداد كواكبي زاده محمد عطاء الله افندي عام 1875م، وشرطت ان يصرف عليها من غلتها، ومايتبقى من أموال تصرف على مدرستها،
 والتي تعرف بمسجد مدرسة  نائلة خاتون، التي شيدتها في محلة الحيدرخانة وقبالة جامع الحيدرخانة ببغداد.

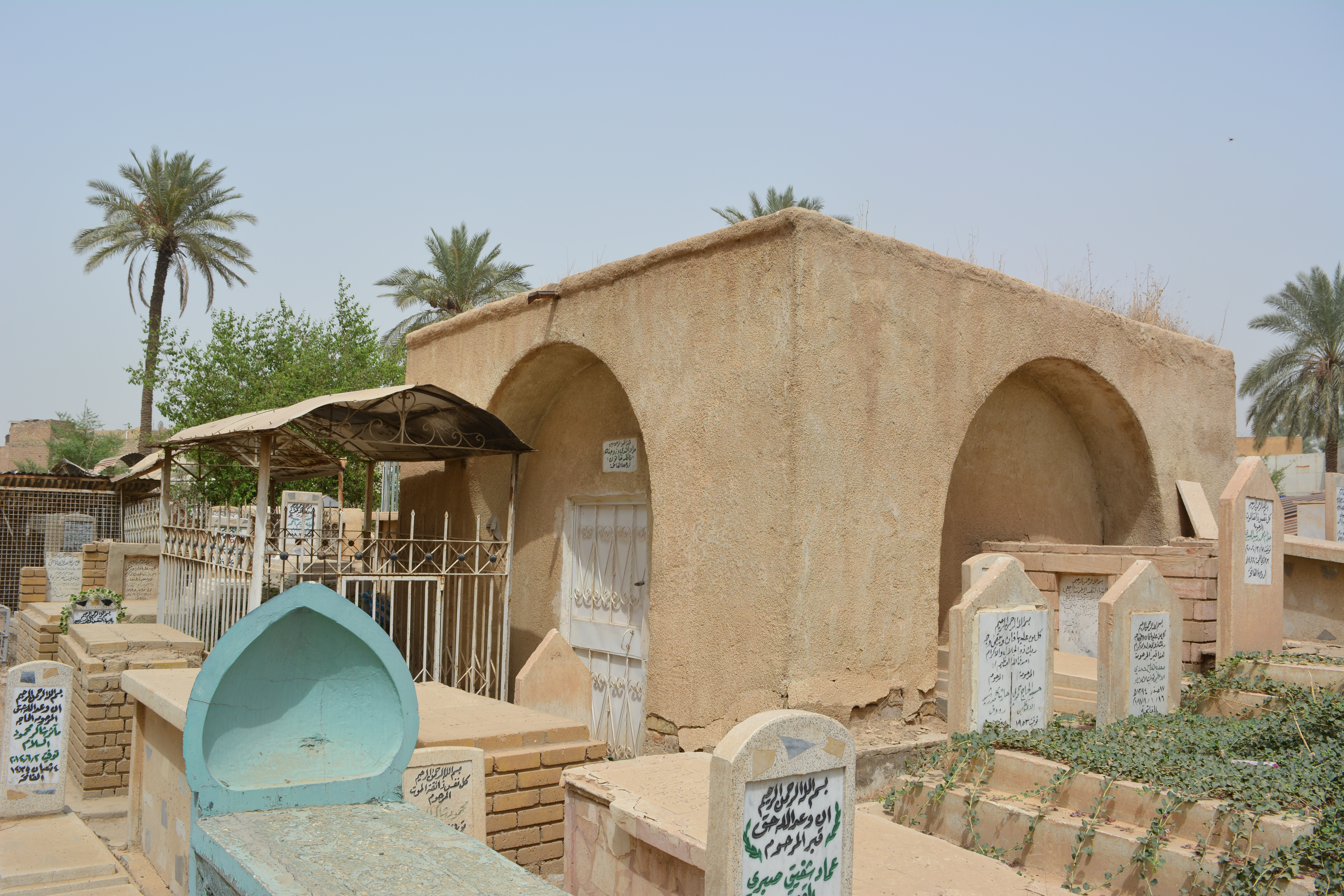
قبر مراد أفندي وزوجته نائلة خاتون في مقبرة الإمام الأعظم -الأعظمية

وفي سنة 1877م، توفيت السيدة نائلة خاتون، ودفنت في سقايتها، وإلى جوار قبر زوجها. وقد بقيت السقاية قائمة للنفع العام، حتى تم إزالتها عند توسعة الشارع وذلك في سنة 1935م، ونقل رفاتها ورفات زوجها إلى مقبرة الامام الأعظم.
وعندما بنى السيد عبد الحميد الدهان جامعه، والذي عرف باسمه، جامع الدهان، على قطعة ارض تعود إلى الواقفة السيدة نائلة خاتون، قام ببناء سقاية فيه وهي لا تزال موجودة.
كما ان هناك عائلة تتكون من عدة بيوتات منتشرة مساكنها في ضواحي الأعظمية، ومناطق أخرى، تحمل اسم جدهم عبد الرحيم أبو نايلة، وكل بيت من هذه العائلة يطلق عليه إلى اليوم، بيت أبو نايلة. وان نائلة كانت زوجة وادي الشفلح شيخ زبيد، فلما توفي تزوجت بمراد أفندي رئيس الجناية والمعروف بلقب (أبو قذيلة). وهذا ولي متصرفية العمارة في سنة (1286ه‍/1869م) ومتصرفيات أخرى